# 符騰堡的保琳 (1810年)
符騰堡的保琳（德語：Pauline von Württemberg，1810年2月25日—1856年7月7日），拿騷公爵夫人，1829年至1839年在位。

## 家庭
1829年，保琳與拿騷公爵威廉結婚，兩人共有1子2女：
1. 海倫（1831年—1888年），瓦爾德克和皮爾蒙特親王妃
2. 尼庫勞斯·威廉（1832年—1905年）
3. 索菲亞（1836年—1913年），瑞典和挪威王后